# Wallenbuch
Wallenbuch (toponimo tedesco) è una frazione di 132 abitanti del comune svizzero di Gurmels, nel Canton Friburgo (distretto di Lac).

## Geografia fisica
Wallenbuch è un'exclave del Canton Friburgo nel Canton Berna.

## Storia

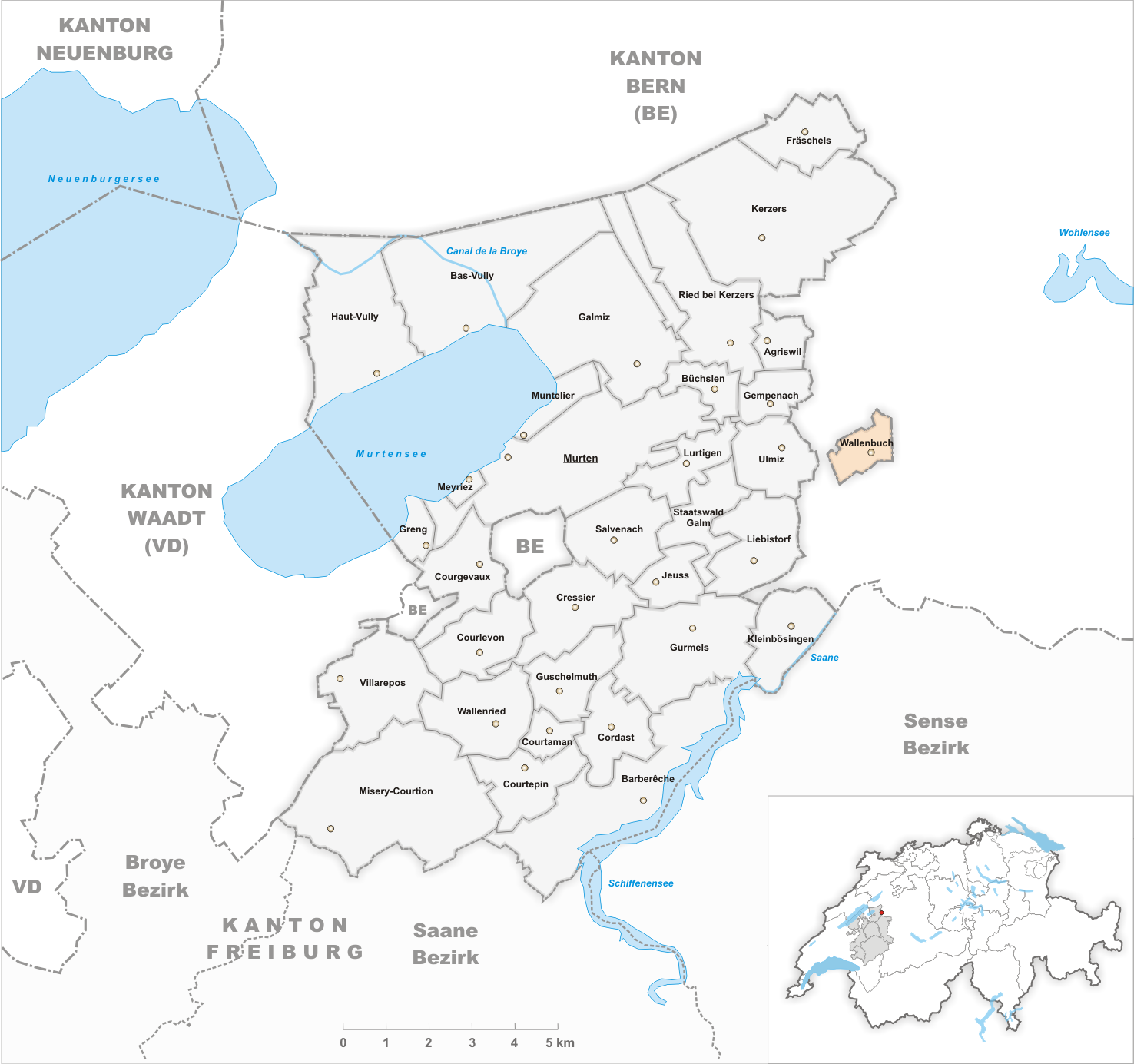
Il territorio del comune di Wallenbuch prima degli accorpamenti comunali del 2003

Già comune autonomo, nel 2003 è stato accorpato a Gurmels assieme agli altri comuni soppressi di Guschelmuth e Liebistorf.

## Monumenti e luoghi d'interesse

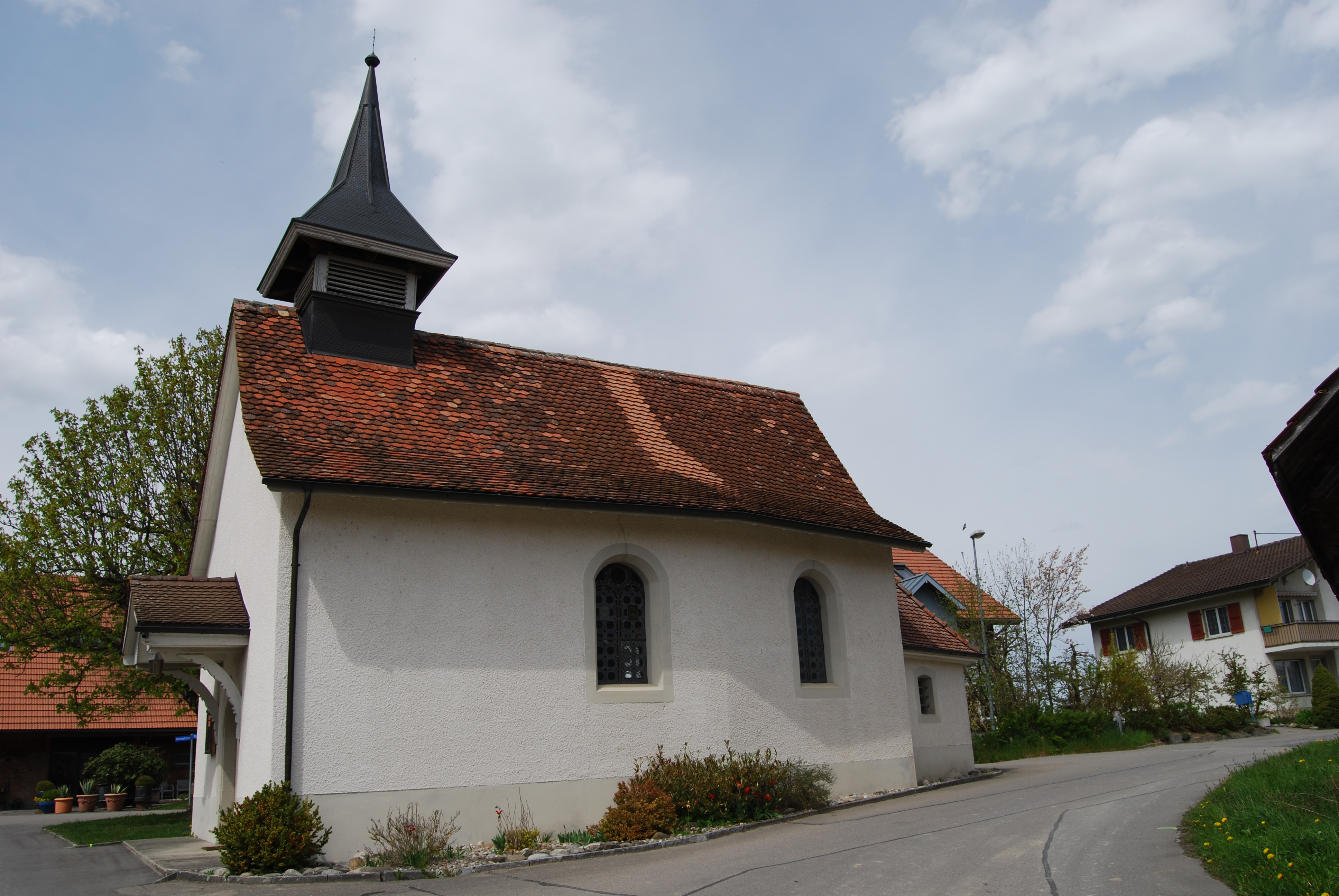
La cappella cattolica delle Sante Barbara e Radegunda

- Cappella cattolica delle Sante Barbara e Radegunda, attestata dal 1470 e ricostruita nel 1599 e nel 1809-1810[1].

## Società

### Evoluzione demografica
L'evoluzione demografica è riportata nella seguente tabella:
Abitanti censiti

## Amministrazione
Ogni famiglia originaria del luogo fa parte del comune patriziale che ha la responsabilità della manutenzione di ogni bene comune.